# Edwin von Bischoffshausen
Edwin Henry von Bischoffshausen (* 6. Oktober 1810 in Bischhausen bei Witzenhausen; † 12. Juli 1884 in Kassel) war ein kurhessischer und königlich preußischer Kommunalpolitiker. Bischoffshausen war Oberregierungsrat und Landesdirektor des Regierungsbezirkes Kassel sowie Mitglied der kurhessischen Ständeversammlung und des Kommunallandtages.

## Leben

### Herkunft
Edwin Henry von Bischoffshausen entstammte der Familie von Bischoffshausen, einem alten Adelsgeschlecht aus Niedersachsen. Sein Vater Mordian Carl Ernst August Ferdinand von Bischoffshausen (* 21. Dezember 1779 in Berge; † 25. Oktober 1850 in Kassel), Herr auf Bischhausen und Berge, wurde königlich britischer Brigade-Inspekteur. Er heiratet am 13. März 1805 in Southampton in erster Ehe Elisabeth Bartlett (* 27. Juli 1789 in Stoborough; † 23. Mai 1828 in Berge). Das Paar hatte 14 Kinder, fünf Töchter und neun Söhne. Edwin Henry war das dritte Kind und der zweite Sohn. Sein jüngerer Bruder Christian James von Bischoffshausen (* 1813; † 1880), wurde königlich preußischer Generalmajor und Kommandant von Stralsund. Der Vater heiratete im Mai 1847 in zweiter Ehe Emilie Holzapfel (* 27. Dezember 1827 in Kassel; † 7. Mai 1857 in Kassel); diese Ehe blieb kinderlos.

### Beruflicher Werdegang
Bischoffshausen wurde zunächst Obergerichtsrat in Hanau, nahm aber während der Unruhen in Folge der Märzrevolution seinen Abschied. Am 15. Oktober 1851 stiftete er gemeinsam mit seinen Brüdern einen Familienfideikommiss, womit der Besitz in ein Allodialgut umgewandelt wurde, der durch den Erwerb des Neuenröder Waldes vermehrt werden konnte.
1852 trat er als Landrat des Landkreises Fritzlar und Regierungsrat in Kassel wieder in den kurhessischen Staatsdienst. Noch im gleichen Jahr, bis 1854, wurde er Mitglied der Ersten Kammer der Kurhessischen Ständeversammlung, dem 14. Landtag, für die Ritterschaft des Werrastroms. Trotz seiner Zugehörigkeit zur Ritterschaft war er im Landtag ein bedeutender Vertreter der liberalen Opposition. 1855 wurde er als Regierungsrat nach Fulda versetzt. Von 1862 bis 1863 war er erneut Mitglied der Kurhessischen Ständeversammlung (20. Landtag) für die Höchstbesteuerten des Bezirks Fulda und von 1863 bis 1866 (21. Landtag) für die Stadt Fulda.
Ab 1863 war Bischoffshausen Vizepräsident der Ständeversammlung. Als solcher leitete er auch die letzte Sitzung des Landtages am 18. Juni 1866, die er mit den Worten Gott beschirme dieses Land schloss. Bereits am 15. Juni 1866 gehörte er zu den Mitinitiatoren eines Neutralitätsantrages bei Ausbruch des Deutschen Krieges. Dafür wurde er von seinen Wählern nach der Rückkehr aus dem Landtag mit Katzenmusik empfangen. Wenige Wochen später unterzeichnete er die so genannte Totengräberadresse.
Nach dem verlorenen Deutschen Krieg und der Annexion des Kurfürstentums Hessen durch Preußen wurde Bischoffshausen 1868 zum Oberregierungsrat ernannt und war von 1868 bis 1874 Mitglied des kurhessischen Kommunallandtags in Kassel. Von 1871 bis 1882 war er Landesdirektor des Kommunalständischen Verbandes des Regierungsbezirks Kassel.
Er starb am 12. Juli 1884, im Alter von 73 Jahren, in Kassel.

### Ehen und Nachkommen
Edwin Henry von Bischoffshausen heiratete in erster Ehe am 8. Januar 1838 in Kassel Auguste Karoline Henriette von Bischoffshausen (* 24. Januar 1813 in Neuenrode bei Berge, † 18. Oktober 1840 in Berge). Sie hatten zwei Söhne. Der Erstgeborene, Arthur William Ernst, wurde königlich preußischer Premierleutnant und diente zuletzt im Brandenburgischen Infanterie-Regiment Nr. 35. Er wanderte 1872 nach Uruguay aus. Sein jüngerer Bruder starb bereits wenige Wochen nach der Geburt.
Nach dem frühen Tod seiner Frau heiratete Edwin Henry von Bischoffshausen in zweiter Ehe am 30. Dezember 1843 in Hanau Bertha Henriette Sophie Theodore Susette Buderus von Carlshausen (* 22. Januar 1822 in Hanau; † 21. Dezember 1894 in Kassel), Tochter des Oberlandesgerichtsrates Theodor von Carlshausen. Das Paar hatte zwei Söhne und zwei Töchter. Der älteste Sohn Rudolph Theodor Erwin wurde Landrichter in Paderborn und später Oberlandesgerichtsrat in Hamm. Sein jüngerer Bruder Alexander James wurde preußischer Staatsbeamter, zuletzt Präsident der Hauptverwaltung für Staatsschulden und der Reichsschuldenverwaltung.